# ヒュースハイム
ヒュースハイム (ドイツ語: Huisheim) はドイツ連邦共和国バイエルン州シュヴァーベン行政管区のドナウ＝リース郡に属す町村（以下、本項では便宜上「町」と記述する）で、ヴェムディング行政共同体を構成する自治体の一つである。

## 地理
ヒュースハイムはアウクスブルク地区に位置する。

### 自治体の構成
この町は、公式には16の地区 (Ort) からなる。このうち小集落や孤立農場などを除く集落を以下に列記する。
- ゴスハイム
- ヒュースハイム

## 歴史
ヒュースハイムは1800年までカイスハイム修道院に属した。1803年の帝国代表者会議主要決議に基づきバイエルン領となった。

### 人口推移
- 1970年 1,348人
- 1987年 1,448人
- 2000年 1,636人

## 行政
2014年から、ハーラルト・ミュラー (SPD) が町長を務めている。

### 紋章
金地。下部に赤い襟、赤いイヤリング、赤い冠を着けた左向き（向かって右向き）の黒人の頭。その上に青い冠を着けた青い大文字の K、その両側に赤い三日月と赤い紋章化されたユリが描かれている。

## 経済と社会資本

### 教育
- 基礎課程学校 1校

## 引用
1. ↑  https://www.statistikdaten.bayern.de/genesis/online?operation=result&code=12411-003r&leerzeilen=false&language=de Genesis-Online-Datenbank des Bayerischen Landesamtes für Statistik Tabelle 12411-003r Fortschreibung des Bevölkerungsstandes: Gemeinden, Stichtag (Einwohnerzahlen auf Grundlage des Zensus 2011)
2. ↑  Bayerische Landesbibliothek Online